# BeJazz
BeJazz ist ein Verein mit mehreren hundert Mitgliedern, der in Bern Jazzkonzerte ausrichtet.
Der Verein wurde 1982 mit dem Namen IGIM (Interessengemeinschaft improvisierte Musik Bern) gegründet und diente zunächst als Selbsthilfeorganisation von Musikern. Die IGIM war Gründungsmitglied des Vereins Kulturhallen Dampfzentrale.
Im Jahr 1991 änderte die IGIM ihren Namen in den heutigen Namen und begann, sich als Veranstalter zu professionalisieren. 1998 wurde die Stelle eines Programmverantwortlichen und ein Veranstaltungskonzept geschaffen. Durch rund 80 Veranstaltungen pro Jahr wurde der Verein zum festen Bestandteil der Deutschschweizer Jazzszene.
Seit 2002 führt der Verein jeweils im Januar das 4-tägige BeJazzWinterFestival und seit 2003 das Umsonst-und-draußen-Festival BeJazzSommer durch.
Von 2004 bis Sommer 2007 richtete der Verein seine Veranstaltungen nicht in den Kulturhallen Dampfzentrale aus, sondern überwiegend an folgenden Orten: Mahogany Hall, Kellertheater Katakömbli und UPtown Gurten.
Ebenfalls 2004 begann der Verein eine Zusammenarbeit mit dem Zürcher Veranstalter All Blues für die Konzerte der Veranstaltungsreihe Jazz Classics Bern, bei der bekannte Musiker auftreten.
Im Herbst 2007 eröffnete der Verein einen eigenen Veranstaltungsort: Den Club in den Vidmarhallen in Bern-Liebefeld.